# 梅森安
梅森安（1953年8月15日—），又译棉森婉，柬埔寨政治家，柬埔寨人民党党员。2009年起担任柬埔寨王国副首相。她是柬埔寨首位女副首相和四星将军。1970年，她在美国支持的高棉共和国时代加入军队，开始了她的军队护士生涯。